# Lexis rubriceps
Lexis rubriceps là một loài bướm đêm thuộc phân họ Arctiinae, họ Erebidae.